# Lubécourt
Lubécourt – miejscowość i gmina we Francji, w regionie Grand Est, w departamencie Mozela.
Według danych na rok 1990 gminę zamieszkiwało 55 osób, a gęstość zaludnienia wynosiła 16 osób/km² (wśród 2335 gmin Lotaryngii Lubécourt plasuje się na 990. miejscu pod względem liczby ludności, natomiast pod względem powierzchni na miejscu 1141.).